# Steven Pressley
Steven John Pressley (11 de octubre de 1973, Elgin, Escocia) es un exfutbolista y entrenador escocés.

## Trayectoria
Presseley jugó como defensa central y pasó gran parte de su carrera en el fútbol de su país, jugó por el Celtic y el Rangers, disputó más de 100 encuentros con la camiseta del Dundee United y más de 250 partidos por el Hearts, en este último fue capitán. Fue internacional absoluto por la selección de Escocia entre el 2000 y el 2006, con la que disputó 32 encuentros. Era descrito como un jugador muy trabajador y con un gran liderazgo.
Luego de su retiro en el Falkirk en 2009, comenzó su carrera como entrenador.

## Clubes como jugador
| Club          | País       | Años      |
| ------------- | ---------- | --------- |
| Rangers FC    | Escocia    | 1990-1994 |
| Coventry City | Inglaterra | 1994-1995 |
| Dundee United | Escocia    | 1995-1998 |
| Hearts FC     | Escocia    | 1998-2006 |
| Celtic FC     | Escocia    | 2006-2008 |
| Randers FC    | Dinamarca  | 2008      |
| Falkirk FC    | Escocia    | 2009      |

## Clubes como entrenador
| Club            | País       | Años      |
| --------------- | ---------- | --------- |
| Falkirk FC      | Escocia    | 2010-2013 |
| Coventry City   | Inglaterra | 2013-2015 |
| Fleetwood Town  | Inglaterra | 2015-2016 |
| Pafos           | Chipre     | 2018      |
| Carlisle United | Inglaterra | 2019      |

## Palmarés
Rangers FC
- Premier League de Escocia: 1992-93, 1993-94
- Copa de Escocia: 1993
- Copa de la Liga de Escocia: 1993, 1994

Hearts FC
- Copa de Escocia: 2006

Celtic FC
- Premier League de Escocia: 2006-07
- Copa de Escocia: 2007